# Achryson chacoense
Achryson chacoense  (лат.) — вид жуков-усачей из подсемейства настоящих усачей (Cerambycinae). Распространён в Южной Америке: эндемик Аргентины (Jujuy, Salta, Catamarca, Tucumán, Córdoba, Chaco, Santa Fé). Впервые был описан в 2003 году под названием Achryson chacoense Di Iorio, 2003. Кормовыми растениями являются Phrygilanthus acutifolius Eichler (Ремнецветниковые), Prosopis alba Grisebach, P. hassleri Harms, Senegalia praecox (Grisebach) Siegler & Ebinger, Vachellia aroma (Gillies ex Hook. & Arn.) Siegler & Ebinger, V. caven (Molina) Siegler & Ebinger (Мимозовые).